# Janusz Maćkowiak
Janusz Florian Maćkowiak (ur. 4 maja 1950 w Zakrzewie) – polski polityk, rolnik, poseł na Sejm X, I i II kadencji.

## Życiorys
Od 1968 należał do Zjednoczonego Stronnictwa Ludowego – od 1973 był członkiem wojewódzkiego komitetu ZSL w Poznaniu, a od 1975 w Lesznie. Tego roku został przewodniczącym rady nadzorczej Gminnej Spółdzielni „Samopomoc Chłopska” w Miejskiej Górce. W 1977 zajął się prowadzeniem indywidualnego gospodarstwa rolnego. W 1982 ukończył studia na Wydziale Rolniczym Akademii Rolniczej we Wrocławiu.
Od 1988 był wiceprezesem WK ZSL w Lesznie i członkiem Naczelnego Komitetu partii. W latach 1989–1997 sprawował mandat posła na Sejm X, I i II kadencji, wybranego w okręgach leszczyńskim, leszczyńsko-zielonogórskim i leszczyńskim. W 1998 wybrany do rady powiatu rawickiego, następnie na jej przewodniczącego. W wyborach samorządowych w 2006 bezskutecznie ubiegał się o mandat radnego sejmiku wielkopolskiego.
W III RP przystąpił do Polskiego Stronnictwa Ludowego. Obejmował funkcje we władzach krajowych i regionalnych tej partii, a także przewodniczącego w powiecie rawickim.

## Odznaczenia
- Krzyż Kawalerski Orderu Odrodzenia Polski (1999)[2]
- Srebrny Krzyż Zasługi (1989)
- Medal 40-lecia Polski Ludowej (1984)
- Odznaka Honorowa „Zasłużony dla województwa leszczyńskiego” (1981)[1]